# Ботиран
Ботиран (фр. Beautiran) насеље је и општина у југозападној Француској у региону Аквитанија, у департману Жиронда која припада префектури Бордо.
По подацима из 2011. године у општини је живело 2175 становника, а густина насељености је износила 342,52 становника/km². Општина се простире на површини од 6,35 km². Налази се на средњој надморској висини од 8 метара (максималној 22 m, а минималној 3 m).

## Демографија
| 1962. | 1968. | 1975. | 1982. | 1990. | 1999. | 2011. |
| ----- | ----- | ----- | ----- | ----- | ----- | ----- |
| 1.014 | 1.214 | 1.353 | 1.416 | 1.803 | 2.038 | 2.175 |

График промене броја становника у току последњих година